# Marianne Oldham
Marianne Oldham es una actriz más conocida por haber interpretado a Rosalie Berwick en la miniserie The Crimson Field.

## Carrera
En 2014 se unió a la miniserie The Crimson Field, donde dio vida a la enfermera Rosalie Berwick hasta el final de la miniserie. En 2015 apareció como invitada en la serie The Musketeers, donde interpretó a Catherine.

## Filmografía[4]

### Series de televisión
| Año  | Título                  | Personaje        | Notas                      |
| ---- | ----------------------- | ---------------- | -------------------------- |
| 2015 | Life in Squares         | Mary Hutchinson  | episodio # 1.2 - miniserie |
| 2015 | The Musketeers          | Catherine        | 2 episodios                |
| 2015 | Obsession: Dark Desires | Linda            | episodio "Mad for Teacher" |
| 2015 | Foyle's War             | Patricia Scott   | 2 episodios                |
| 2014 | The Crimson Field       | Rosalie Berwick  | 6 episodios - miniserie    |
| 2013 | WPC 56                  | Deborah Burns    | 5 episodios                |
| 2009 | Doctors                 | Jacqui Guillemot | episodio "Baby Bliss"      |

### Películas
| Año  | Título              | Personaje                  | Notas |
| ---- | ------------------- | -------------------------- | --- |
| 2015 | Absolutely Anything | Rosie                      | junto a Kate Beckinsale, Robin Williams, Simon Pegg, Terry Gilliam, Rob Riggle, John Cleese & Joanna Lumley |
| 2013 | Titus               | Jeanette Carter (de joven) | junto a Ron Cephas Jones, Ann Mitchell, Jasmine Cephas Jones, Ian Shaw & Ricky Champ                        |
| -    | Silent Girl         | Elisabeth                  | - |
| -    | 500 Miles North     | -                          | - |

### Teatro
| Año  | Obra                         | Personaje        | Director (a)       | Teatro              | Notas                                              |
| ---- | ---------------------------- | ---------------- | ------------------ | ------------------- | -------------------------------------------------- |
| 2013 | Sons without Fathers         | Sophia Voynitzev | Helena Kaut Hausen | Arcola Theatre      | junto a Tom Canton, Jack Laskey, Simon Scardifield |
| -    | You Can Still Make a Killing | Linda            | Matthew Dunster    | -                   | -                                                  |
| -    | The Real Thing               | Annie            | Kate Saxon         | -                   | -                                                  |
| -    | Hamlet                       | Hamlet           | Tim Carroll        | The Factory Theatre | -                                                  |
| -    | Design for Living            | Gilda            | Carline Leslie     | -                   | -                                                  |